# Чемпионат Джибути по футболу
Чемпионат Джибути по футболу (англ. Djibouti Premier League) — высший футбольный дивизион в Джибути. Контролируется Джибутийской федерацией футбола.
Впервые чемпионат Джибути был разыгран в 1987 году и его первым победителем стала команда «Этаблиссеман Мериль». Из-за политической нестабильности и гражданской войны между двумя этническими группами страны — исса и афар, в конце 1980-х и начале 1990-х чемпионат не проводился.
Наибольшее число побед в чемпионате завоевал клуб «Али-Сабих Джибути Телеком», имеющий в своём активе 7 титулов (последний в сезоне 2017/18). Действующий победитель турнира — «Арта-Солар7», ставший чемпионом по итогам сезона 2023/24. В составе команды выступал камерунский игрок Алекс Сонг, ранее игравший за лондонский «Арсенал» и «Барселону».
Турнир проходит по системе «осень-весна». Участниками чемпионата сезона 2024/25 являются 10 клубов. Две худшие команды по итогам турнира выбывают во второй дивизион. Победитель турнира получают право выступить в Лиге чемпионов КАФ.

## Победители
- 1987 — Этаблиссеман Мериль
- 1988 — КДЕ
- 1991 — Аэропорт
- 1994 — ФНС
- 1995 — ФНС
- 1996 — ФНС
- 1996/97 — ФАД
- 1997/98 — КДЕ
- 1998/99 — ФНП
- 1999/00 — Борех
- 2000/01 — ФНП
- 2001/02 — Борех
- 2002/03 — Жандармери Националь
- 2003/04 — Жандармери Националь
- 2004/05 — КДЕ
- 2005/06 — Сосьете Иммобилер
- 2006/07 — КДЕ
- 2007/08 — Сосьете Иммобилер
- 2008/09 — Али Сабие Джибути Телеком
- 2009/10 — Порт
- 2010/11 — Порт
- 2011/12 — Порт
- 2012/13 — Али Сабие Джибути Телеком
- 2013/14 — Али Сабие Джибути Телеком
- 2014/15 — Али Сабие Джибути Телеком
- 2015/16 — Али Сабие Джибути Телеком
- 2016/17 — Али Сабие Джибути Телеком
- 2017/18 — Али Сабие Джибути Телеком
- 2018/19 — Порт
- 2019/20 — Гард Республикен
- 2020/21 — Арта-Солар7
- 2021/22 — Арта-Солар7
- 2022/23 — Гард Республикен
- 2023/24 — Арта-Солар7

## Победители по клубам
| Клуб                      | Город     | Побед | Последний |
| ------------------------- | --------- | ----- | --------- |
| Али-Сабих Джибути Телеком | Али-Сабих | 7     | 2017/18   |
| ФНП                       | Джибути   | 5     | 2000/01   |
| КДЕ                       | Джибути   | 4     | 2006/07   |
| Порт                      | Джибути   | 4     | 2018/19   |
| Арта-Солар7               | Арта      | 3     | 2023/24   |
| Борех                     | Джибути   | 2     | 2001/02   |
| Гард Республикен          | Джибути   | 2     | 2022/23   |
| Жандармери Националь      | Джибути   | 2     | 2003/04   |
| Сосьете Иммобилер         | Джибути   | 2     | 2007/08   |
| Аэропорт                  | Джибути   | 1     | 1991      |
| Этаблиссеман Мериль       | Джибути   | 1     | 1987      |
| ФАД                       | Джибути   | 1     | 1996/97   |

## Лучшие бомбардиры
| Сезон   | Футболист     | Клуб                           | Г  | Ист.   |
| ------- | ------------- | ------------------------------ | -- | ------ |
| 1988    | Ифтим         | АКПМ                           | 12 | [ 4 ]  |
| 2002/03 | Саид Хассан   | Жандармери Националь           | 13 | [ 5 ]  |
| 2003/04 | Ахмед Галал   | Тотал                          | 7  | [ 6 ]  |
| 2008/09 | Либан Мохамед | Жюлле Батал                    | 22 | [ 7 ]  |
| 2009/10 | Чармаке       | Порт                           | 19 | [ 8 ]  |
| 2011/12 | Рамзи Галал   | Порт                           | 12 | [ 9 ]  |
| 2013/14 | Либан Мохамед | Жюлле Батал / Гард Республикен | 20 | [ 10 ] |